# ماعز آيسلندي
الماعز الآيسلندي (بالآيسلندية: íslenska geitin)‏ هي سلالة قديمة من الماعز تعيش في آيسلندا ويعتقد بأن أصلها نرويجي وعاشت على آيسلندا منذ أكثر من 1100 عام، وتعتبر هذه السلالة على وشك الأنقراض حيث وصلت أعدادها في عام 2003 إلى 348 ماعزا موزعة في 48 قطيعًا، وفي عام 2012 زاد عددها ليصل إلى 849 ماعزا، ويتميز شكلها بفرو خشن وطويل وقرون طويلة أيضًا، والماعز الأيسلندي ذو قيمة أقتصادية ضعيفة وهي نادرة جدا خارج موطنها الأصلي. ويعتبر الحيوان الوحيد الذي ترعاه الحكومة الآيسلندية بشكل كبير.